# Pulo Pineung Meunasah II
Pulo Pineung Meunasah II is een bestuurslaag in het regentschap Bireuen van de provincie Atjeh, Indonesië. Pulo Pineung Meunasah II telt 555 inwoners (volkstelling 2010).